# Selham
Selham är en by i civil parish Graffham, i distriktet Chichester, i grevskapet West Sussex i England. Byn är belägen 17 km från Chichester. Selham var en civil parish fram till 1933 när blev den en del av Graffham. Civil parish hade 65 invånare år 1931. Byn nämndes i Domedagsboken (Domesday Book) år 1086, och kallades då Seleham.